# Truqueu a qualsevol porta
Truqueu a qualsevol porta (títol original en anglès Knock on Any Door) és una pel·lícula de drama judicial estatunidenca del 1949 dirigida per Nicholas Ray i protagonitzada per Humphrey Bogart. Va suposar el primer paper destacat de l'actor John Derek, i el guió es va basar en la novel·la homònima de Willard Motley de 1947. Ha estat doblada al català.

## Trama
En contra dels desitjos dels seus companys legals, l'astut advocat Andrew Morton pren el cas de Nick Romano, un nano problemàtic dels barris marginals, en part perquè ell mateix venia dels mateixos barris marginals, i en part perquè se sent culpable per haber pres part en el judici penal del pare de Nick anys abans. Nick és jutjat per matar brutalment a un policia i s'enfronta a l'execució si és condemnat.
La història de Nick es mostra a través de flashbacks que el mostren com un fatxenda que comet un petit crim rere un altre. L'esposa de Morton, Adele, el convenç de fer de mainadera de Nick per tal que Nick sigui una millor persona. Aleshores, Nick roba a Morton 100 dòlars després d'un viatge de pesca. Poc després, Nick es casa amb l'Emma i intenta canviar el seu estil de vida. Accepta feina rere feina, però segueix sent acomiadat per la seva recalcitració. Malgasta el seu sou jugant als daus, volent comprar joies a l'Emma, i després marxa a una altra feina després de donar un cop de puny al seu cap. Perduda d'esperança de poder viure alguna vegada una vida normal, en Nick decideix tornar a les seves antigues maneres, mantenint-se al seu lema: "Viu ràpid, mor jove i deixa un cadàver guapo". Deixa l'Emma, fins i tot després que ella li digui que està embarassada. Després de cometre un atracament errat a una estació de tren, torna amb l'Emma per endur-se-la amb ell mentre fuig. Ell descobreix que s'havia suïcidat amb el gas d'una porta oberta del forn.
L'estratègia de Morton a la sala del jutjat és argumentar que els barris marginals engendran delinqüents i que la societat (de la qual formen part tots els membres del jurat) és la culpable dels crims comesos per persones que viuen en condicions tan miserables. Morton argumenta que Romano és una víctima de la societat i no un assassí natural. Tot i això, la seva estratègia no té l'efecte desitjat en el jurat, gràcies a l'oratòria de l'experimentat fiscal de districte Kernan, que fa pregunta rere pregunta fins que Nick crida la seva admissió de culpabilitat. Morton, que és ingenu per creure en la innocència del seu client, està sorprès per la confessió de Nick. Nick decideix canviar la seva declaració per culpable. Durant l'audiència de sentència, Morton aconsegueix despertar una mica de simpatia per la difícil situació d'aquells en una existència sense sortida. Demana que si "truques a qualsevol porta" pots trobar un Nick Romano. No obstant això, Nick és condemnat a morir a la cadira elèctrica. Morton visita Nick abans de l'execució i el veu caminar l'última milla fins a la seva execució.

## Repartiment
- Humphrey Bogart com Andrew Morton
- John Derek com a Nick Romano
- George Macready com a Dist. Atty. a Kerman
- Allene Roberts com a Emma
- Candy Toxton com Adele Morton (acreditada com a Susan Perry)
- Mickey Knox com a Vito
- Barry Kelley com el jutge Drake

Sense acreditar
- Cara Williams com a Nelly Watkins
- Jimmy Conlin com a Kid Fingers
- Sumner Williams com Jimmy
- Sid Melton com "Squint" Zinsky
- Pepe Hern com a Juan Rodríguez
- Dewey Martin com a Butch
- Davis Roberts com a Jim 'Sunshine' Jackson
- Houseley Stevenson com a Junior
- Vince Barnett com a cambrer
- Thomas Sully com a oficial Hawkins
- Florence Auer com a tia Lena
- Pierre Watkin com a Purcell
- Gordon Nelson com a Corey
- Argentina Brunetti com a Ma Romano
- Dick Sinatra com a Julian Romano
- Carol Coombs com Ang Romano
- Joan Baxter com a Maria Romano
- Dooley Wilson com a pianista
- Helen Mowery com a Miss Holiday

## Antecedents
El productor Mark Hellinger va comprar els drets de Knock on Any Door (una novel·la del novel·lista afroamericà Willard Motley) i Humphrey Bogart i Marlon Brando havien de protagonitzar la producció. Tanmateix, després de la mort de Hellinger a finals de 1947, Robert Lord i Bogart van formar una corporació per produir la pel·lícula: Santana Productions, que porta el nom del iot de Bogart. Jack L. Warner estava furiós per això, tement que altres estrelles fessin el mateix i que els estudis importants perdessin el seu poder.
Segons el crític Hal Erickson, el credo que sovint es repeteix el personatge Nick Romano: "Viu ràpid, mor jove i deixa un cadàver guapo"—es convertiria en la "crida clara d'una generació de joves marginats."

## Recepció

### Resposta crítica
Tractar el crim amb guants de nen i culpar la societat respectuosa de la llei dels seus mals no va anar bé amb el públic ni amb els crítics. Bosley Crowther, crític cinematogràfic de The New York Times, va qualificar la pel·lícula de "un melodrama social pretensiós" i va destrossar el missatge i el guió de la pel·lícula. Va escriure: "Escombraries! L'única mancança de la societat que demostra aquesta pel·lícula és que tolera casualment l'abocament d'aquesta fraudulència a la ment pública. No sols les justificacions de les delinqüències del noi són ineptes i superficials, ja que són llençades al guió, però la naturalesa i l'aspecte del pinxo són escandalosamente heroics."
El personal de la revista Variety va ser més receptiu a la pel·lícula, i va escriure: "Un document eloqüent sobre la delinqüència juvenil, la seva causa i efecte, s'ha elaborat a partir de Truqueu a qualsevol porta... La direcció de Nicholas Ray subratlla el realisme del guió extret de la novel·la homònima de Willard Motley i dona a la pel·lícula un ritme dur i tens que demana tota l'atenció."

## Adaptació
El 1960 una seqüela de la pel·lícula, Let No Man Write My Epitaph, va ser produïda i dirigida per Philip Leacock protagonitzada per Burl Ives, Shelley Winters, James Darren, Ella Fitzgerald, entre d'altres. Es basava en la novel·la de 1958 del mateix nom per Willard Motley.